# Joachim Metzner
Joachim Metzner (* 1943) ist ein Philologe. Von 1989 bis 2012 war er Rektor/Präsident der Fachhochschule Köln.

## Leben und Wirken
1979 wurde Joachim Metzner zum Professor für Sprach- und Literaturpädagogik der Fachhochschule Köln berufen, schon 1981 leitete er als Dekan diesen Fachbereich. 1984 wählte ihn der Konvent zum Prorektor für Lehre, Studium und Studienreform und schließlich 1989 zum Rektor der Hochschule. Von 1991 bis 2008 leitete Metzner als Vorsitzender die Landesrektorenkonferenz der Fachhochschulen in NRW. Von 2008 bis 2012 war Metzner Vizepräsident der Hochschulrektorenkonferenz (HRK) mit dem Ressort Wissenstransfer und Wissenschaftliche Weiterbildung, und danach bis 2014 Vizepräsident mit dem Ressort Digitalisierung und Informationsstruktur.
Nach seiner Pensionierung wurde er 2013 Mitglied im Hochschulrat der Fachhochschule Köln und Mitglied im Stiftungsrat der Hochschule Osnabrück. Joachim Metzner ist seit 2014 Vorsitzender des Beirats des Centrums für Hochschulentwicklung (CHE) und seit 2015 Vorsitzender des Aufsichtsrats der Stiftung für Hochschulzulassung.
Metzner war von 1992 bis 2004 Mitglied des Vorstandes des Deutschen Akademischen Austauschdienstes und seit 2004 stellvertretender Vorstands-Vorsitzender der Arbeits- und Servicestelle für Internationale Studienbewerbungen des DAAD, der HRK und der deutschen Hochschulen sowie von 2008 bis 2014 Mitglied im Lenkungsausschuss von Gate Germany, dem Netzwerk für Hochschulmarketing des DAAD und der HRK und der Mitgliedshochschulen. Seit 2012 ist Metzner Mitglied im Kuratorium des DAAD, seit 2014 Mitglied im Lenkungskreis bzw. Vorsitzender des Netzwerks im Hochschulforum Digitalisierung.

## Ehrungen
1998 wurde Professor Metzner zum Honorarprofessor der Wolgograder staatlichen Universität für Architektur und Bauwesen ernannt. Die internationale Fakultät für Wirtschaft und Recht der Technischen Universität in Nischni Nowgorod ernannte ihn 1999 zum Ehrendoktor (Dr. h. c.). Für seine außerordentlichen Verdienste um die Förderung der deutsch-polnischen Wissenschaftsbeziehungen wurde Metzner 1999 mit dem Verdienstorden der Republik Polen ausgezeichnet. Für sein jahrzehntelanges hochschulpolitisches Engagement und seine herausragenden Verdienste um Forschung und Lehre an der Fachhochschule Köln sowie um die Entwicklung der nordrhein-westfälischen Fachhochschulen erhielt er 2004 das Bundesverdienstkreuz am Bande. 2015 kam für seine ehrenamtlichen Tätigkeiten das Bundesverdienstkreuz 1. Klasse dazu. 2005 verlieh ihm die TU Warschau und 2007 die Aserbaidschanische Technische Universität Baku den Titel Dr. h. c.

## Werke
- Persönlichkeitszerstörung und Weltuntergang. De Gruyter, Berlin 1976, ISBN 3-484-18045-5.
- Die Vieldeutigkeit der Wiederkehr. In: Christian W. Thomsen, Jens Malte Fischer (Hrsg.): Phantastik in Literatur und Kunst. Wissenschaftliche Buchgesellschaft, Darmstadt 1980, ISBN 3-534-08293-1.